# 基思·范霍恩
基思·范霍恩（英語：Keith Van Horn，1975年10月23日—），美国NBA联盟职业篮球运动员。他在1997年的NBA选秀中第1轮第2顺位被費城76人选中。

## 生平

### 球員生涯
范霍恩在大學時期效力於犹他大学，他是歷史上第一位三度獲選西部运动联盟年度最佳男子篮球运动员的籃球員，因出色的投射能力並且都是白人，他一度被視为“第二个拉里·伯德”。他在1997年的NBA选秀中第1轮第2顺位被費城76人选中，但隨即被交易至新澤西籃網，范霍恩從1997年至2002年為籃網隊效力。他的第一個賽季入選了NBA最佳新秀一隊，場均得到19.7分和6.5個籃板，並帶領籃網隊進入了1998年的NBA季后賽，並為2001-02年籃網隊打進總冠軍賽的成員之一，但該年籃網隊在決賽中遭洛杉磯湖人4-0橫掃。
2002年8月6日，範霍恩與托德·麦克劳德被交易到費城76人，换来迪肯贝·穆托姆博，巧合的是76人正好是一開始選秀會中選擇他的球隊。
2003–2004球季，他在四方交易中被交易到紐約尼克斯隊，隔年再次被交易到密爾沃基雄鹿队。2004-05球季，雄鹿將范霍恩交易到了達拉斯小牛，用他换来了卡尔文·布斯、阿兰·亨德森以及部分现金。在小牛隊他主要擔任第六人的角色，2005-06賽季，小牛隊贏得西部決賽，但最終在總冠軍賽輸給邁阿密熱火。

### 退役
在2005-06賽季結束後，他休了一年假，以便陪伴家人。之後並未再復出，九季職業生涯中，場均16.0分、6.8籃板、1.6助攻。
退休後，范霍恩於科羅拉多州丹佛營運Colorado Premier Basketball Club，這是一個非營利性的青少年籃球訓練營，學員接近1000人，除提供基本訓練外，亦有舉辦聯賽、淘汰賽。

## 外部連結
- Keith Van Horn biography on NBA.com (archived from 2003)
- Keith Van Horn: An NBA Rarity （页面存档备份，存于）
- BasketballReference.com page （页面存档备份，存于）